# Classe Prindsesse Sophia Frederica
La  Prindsesse Sophia Frederica fu una classe di vascelli di linea di secondo rango da 74 cannoni che prestò servizio nella Kongelige danske marine tra il 1777 e il 1807. Ne furono costruiti 11 esemplari, di cui bove furono catturati dalla Royal Navy nel 1807 e utilizzati per vari compiti

## Storia
Nel 1772 il capo progettista (Fabrikmeister) della marina danese Frederik Michael Krabbe fu sostituito dall'ingegnere Henrik Gerner, il quale diede subito prova del suo talento avviando la costruzione di numerose classi di vascelli, tra cui le 5 unità da 60 cannoni Classe Indfødsretten e le 11 da 74 cannoni Classe Prindsesse Sophia Frederica che furono in parte completate dopo la sua morte, avvenuta nel 1787, dapprima sotto la supervisione di Ernst Wilhelm Stibolt e poi di Frantz Hohlenberg.

## Navi della classe
| Nome                        | Arsenale   | Costruzione | Storia                        | Fine |
| Prindsesse Sophia Friderica | Copenaghen | 1773-1775   | Prima unità della classe.     | Catturata dagli inglesi nel 1807, ridenominata HMS Princess Sophia Frederica e radiata nel 1816. .                         |
| Justitia                    | Copenaghen | 1776-1777   | Seconda unità della classe.   | Catturata dagli inglesi nel 1807, ridenominata HMS Justitia e radiata nel 1817.                                            |
| Arveprinds Frederick        | Copenaghen | 1780-1782   | Terza unità della classe.     | Catturata dagli inglesi nel 1807, ridenominata HMS Heir Apparent Frederick, e poi nel 1810 Arve Princen, radiata nel 1817. |
| Kronprinds Frederik         | Copenaghen | 1782-1784   | Quarta unità della classe.    | Catturata dagli inglesi nel 1807, ridenominata HMS Kron Princen, radiata nel 1814.                                         |
| Nordstiernen                |            | 1783-1785   | Quinta unità della classe     | Danneggiata gravemente dall'esplosione di un cannone, radiata e demolita nel 1805.                                         |
| Fyen                        | Copenaghen | 1785-1787   | Sesta unità della classe      | Catturata dagli inglesi nel 1807, ridenominata HMS Fyen e radiata nel 1814.                                                |
| Odin                        | Copenaghen | 1787-1788   | Settima unità della classe    | Catturata dagli inglesi nel 1807, ridenominata HMS Odin e radiata nel 1825.                                                |
| Sjælland                    | Copenaghen | 1788-1789   | Ottava unità della classe     | Persa in combattimento il 2 aprile 1801.                                                                                   |
| Tre Kroner                  | Copenaghen | 1788-1789   | Nona unità della classe       | Catturata dagli inglesi nel 1807, ridenominata HMS Tre Kronen e radiata nel 1825.                                          |
| Kronprindsesse Maria        |            | 1789-1791   | Decima unità della classe     | Catturata dagli inglesi nel 1807, ridenominata HMS Kron Princessen e radiata nel 1814.                                     |
| Skjold                      | Copenaghen | 1790-1792   | Undicesima unità della classe | Catturata dagli inglesi nel 1807, ridenominata HMS Skiold e radiata nel 1825.                                              |